# Пархоменко, Тарас Владимирович
Тарас Владимирович Пархоменко (18 апреля 1974 года) — генеральный директор ТОО «КаР-Тел» (бренд Beeline), одного из ведущих телекоммуникационных операторов связи в Казахстане. Ранее занимал должность директора по маркетингу и являлся членом правления компании «Киевстар» (украинский ведущий телекоммуникационный оператор). Один из ведущих специалистов в области маркетинга и развития бизнеса на Украине.

## Биография
Родился 18 апреля 1974 года в Полтавской области, Украина. В 1996 году окончил Киевский международный университет гражданской авиации, где получил дипломы инженера-системотехника и экономиста. В 2002 году получил диплом британского Чартерного института маркетинга (CIM).
Начинал карьеру в компании «Голден Телеком», где на протяжении 5 лет (1996—2002) работал в области маркетинга и стратегического планирования. Эта работа позволила Тарасу Пархоменко разобраться в том, как устроен бизнес и как он работает. Имеет опыт работы в компании BBH, где работал менеджером по стратегическому управлению торговыми марками. На протяжении 2003—2006 годов занимал должность директора по маркетингу в фармацевтической корпорации «АРТЕРИУМ» — одной из крупнейших фармацевтических компаний Украины.
В августе 2006 года Тарас присоединился к команде «Киевстар» в должности заместителя маркетингового директора по стратегическим вопросам. С декабря 2007 года занял пост директора по стратегическому маркетингу, а в 2010 году возглавил маркетинг компании «Киевстар». С 2010 года входил в состав Правления компании. Пархоменко завершил работу в компании «Киевстар». Завершил работу в компании «Киевстар» 29 января 2013 года и с 1 февраля 2013 года возглавил ТОО «КаР-Тел», предоставляющий услуги связи под торговой маркой Beeline в Казахстане.

## Награды
2008 год — в тройке лучших маркетинг-директоров Украины по версии журнала «Компаньон». В 2009 году — № 1 в рейтинге директоров по маркетингу Международной Маркетинговой Группы Украины. В 2011 и 2012 годах журнал «Marketing Media Review» дважды признал Тараса лучшим маркетинг — директором Украины, а «Инвестгазета» включила его в «Команду мечты» состоящую из 7 лучших топ-менеджеров Украины.

## Семья
Женат, жена — Пархоменко Жанна Валериевна. Отец пятерых детей. Убежден, что любовь и дружба — самые большие ценности в жизни.